# Парламентские выборы в Доминике (2019)
Парламенсткие выборы 2019 года в Доминике прошли 6 декабря. По конституции выборы должны были быть проведены в марте 2020 года, но как и ожидалось выборы состоялись до конца 2019 года. В результате Лейбористская партия в 5-й раз одержала победу. Рузвельт Скеррит остался премьер-министром Доминики.

### Результат
Результат последовал за подрывными акциями протеста, включая блокировку дорог Объединённой рабочей партией, которая потребовала изменений в избирательной системе. По результатам выборов, Скеррит заявил: «Я призываю ОРП и его сторонников сдерживаться в своём ведении дел и поведении, показанные в последние несколько недель, признать выборы и работать ради мира».
| Партия                              | Голоса | %     | Места | +/- |
| ----------------------------------- | ------ | ----- | ----- | --- |
| Доминикская лейбористская партия    | 23 403 | 58,95 | 18    | +3  |
| Объединённая рабочая партия         | 16 299 | 41,05 | 3     | -3  |
| Недействительны/пустые бланки       | 518    | -     | -     | -   |
| Всего                               | 40 220 | 100   | 21    | 0   |
| Зарегистрированные избиратели/ Явка | 74 895 | 53,70 | -     | -   |
| Источник: Caribbean Elections       |        |       |       |     |